# Daniel Cruz (brazylijski piłkarz)
Daniel Cruz, właśc. Daniel Lopez Cruz (ur. 1 czerwca 1982 w Salvador w stanie Bahia) – brazylijski piłkarz występujący na pozycji obrońcy w klubie SE Itapira.

## Kariera klubowa
Daniel Cruz karierę piłkarską rozpoczął w klubie EC Juventude z miasta Caxias do Sul. Następnie występował w SC Corinthians Alagoano, CRB Maceió, Mogi Mirim EC oraz Rio Branco SC. W barwach tych klubów grał na poziomie Serie B i Serie C.
W maju 2005 roku po pozytywnym zaliczeniu testów podpisał umowę z Legą Warszawa. W barwach klubu rozegrał jedno oficjalne spotkanie w przegranym 1:4 meczu przeciwko FC Zürich w eliminacjach Pucharu UEFA 2005/2006. W okresie przygotowawczym do rundy wiosennej sezonu 2005/2006 został zatrudniony w Pogoni Szczecin. Zadebiutował w ligowym meczu przeciwko Amice Wronki (0:3) rozegranym na Stadionie Miejskim w Szczecinie 11 marca 2006 roku. Swoją pierwszą bramkę na polskich boiskach strzelił 19 września 2006 w meczu 1/16 finału Pucharu Polski przeciwko drużynie Lechii Gdańsk wygranym przez jego zespół meczu 2:0. W ekipie Portowców występował do końca rundy jesiennej sezonu 2006/2007.
W styczniu 2007 roku rozpoczął gre w brazylijskim klubie Coritiba FBC. W sierpniu 2008 roku został zawodnikiem portugalskiego klubu Naval 1º de Maio. Spędził w nim trzy sezony, i zdobył jedną bramkę, która dała jego drużynie zwycięstwo w meczu z FC Porto. Latem 2011 roku przeniósł się do azerskiego FK Qəbələ, gdzie zaliczył 36 spotkań w Premyer Liqa. Od 2014 roku jest on graczem klubu SE Itapira.